# Odiel

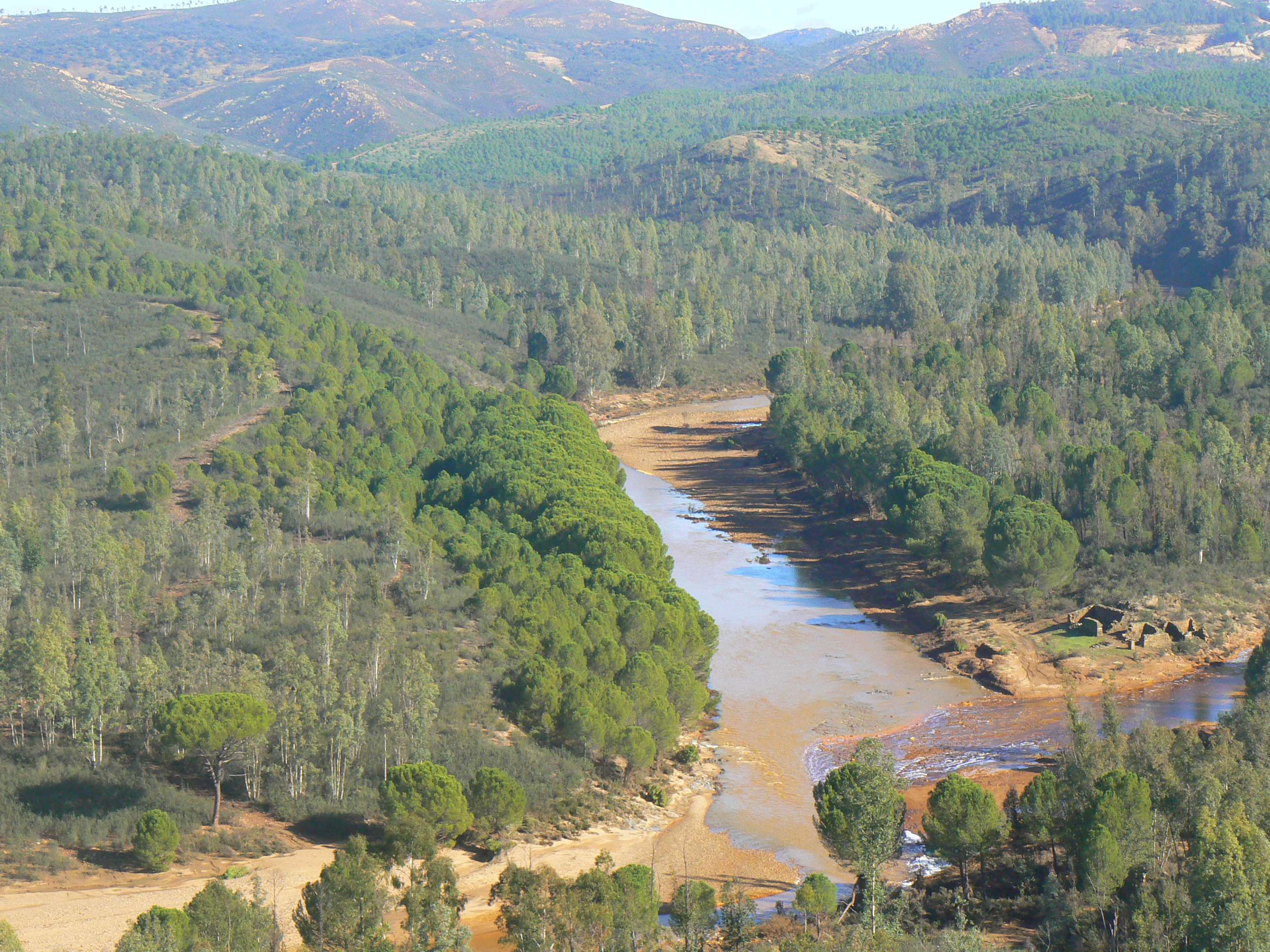
Fluss Odiel

Der Río Odiel ist ein Fluss im Südwesten Spaniens, in der Autonomen Region Andalusien. Er entspringt im Norden der Provinz Huelva in der Sierra de Aracena, die zur Sierra Morena gehört, und fließt in der Nähe der Provinzhauptstadt Huelva in die Ría de Huelva über, wo er sich mit dem Río Tinto vereinigt. Die Ría de Huelva ist eine Ria am Atlantischen Ozean, in den die Wässer des Odiel letztlich gelangen.
Im Quellbereich des Odiel befindet sich ein gern genutzter Campingplatz. Der Fluss ist auch Namensgeber für einen an seinen Ufern befindlichen Marschen-Naturpark, den Parque Nacional Marismas del Odiel. Der Odiel war früher bis zum Ort Niebla schiffbar, sein Lauf wurde jedoch verändert.

## Nachweise
1. ↑  Webseite mit Informationen über Spanien (Seite nicht mehr abrufbar, festgestellt im Mai 2019. Suche in Webarchiven)  Info: Der Link wurde automatisch als defekt markiert. Bitte prüfe den Link gemäß Anleitung und entferne dann diesen Hinweis. (PDF); abgerufen am 12. Februar 2009.